# Захват Бужи
Захват Бужи (фр. Prise de Bougie (1833)) — военная операция по захвату алжирского города и порта Бужи (сейчас Беджая), предпринятая с 29 сентября по 2 октября 1833 года французской армией и флотом во время Алжирской кампании (1830—1847).
В 1831 году французы отправили две экспедиции для захвата Бужи, но потерпели поражение. В 1833 году в Тулоне была подготовлена новая экспедиция, которая 22 сентября 1833 года вышла из порта под командованием генерала Камиля Альфонса Трезеля и командующего флотилией капитана 2-го ранга Александра Персеваля. На рассвете 29 сентября она прибыла в гавань Бужи. Пять фортов почти одновременно обстреляли флотилию, но огонь французских кораблей почти полностью подавил противника.
В десять часов вечера десант под обстрелом со стороны кабилов высадился на берегу. Один отряд направился к форту Сиди Абделькадер и захватил его; другой отряд захватил форт Мусса. Но этот успех не положил конец борьбе, так как дальнейшее продвижение французов было остановлено противником. Кабилы, спустившись со своих гор, бросились в город и три дня защищали его шаг за шагом. Французами надо было осадить каждый дом, штурмовать каждый сад.
Утром 1 октября кабилы атаковали французские позиции. Генерал Трезель немедленно принял меры и приказал колонне покинуть форт Мусса, чтобы атаковать противника с тыла. Вторая колонна, расположенная у истока большого ущелья, разделяющего город на две части, под командой капитана Ламорисьера сумела захватить марабут, расположенный на вершине ущелья. К вечеру кабилы смогли сохранить свои позиции возле каменной башни, в полулиге от города.
Около семи часов утра 2 октября кабилы открыли артиллерийский огонь из батареи Борхе-эль-Хоммар, расположенной к северо-востоку от города, но их оттуда выбили. В это же время французы отодвинули свои позиции на запад. Наконец кабилы покинули город и отошли в горы, которые господствуют над Бужи.
Генерал Трезель немедленно запросил подкрепления у флотилии и, получив флотские экипажи, преследовал противника, сосредоточившегося в деревне Дар-Нассаре и на Гурайе. С этого времени всякая надежда на возвращение Бужи была отнята у кабилов.
В результате проведённой совместной операции армии и флота было достигнуто завоевание этого промежуточного торгового пункта между Боном и Алжиром и лучшей якорной стоянки на африканском побережье.